# Protonic Storm
Protonic Storm – polski projekt muzyczny, tworzący muzykę spacesynth, powstały w roku 2000. Jego założycielem jest Krzysztof Radomski.

## Historia
Krzysztof Radomski (ur. 1979) mieszka w Kowarach. Tworzy muzykę elektroniczną od 1997 roku, głównie w stylach spacesynth oraz ambient. Publikuje jako Protonic Storm, Fonolabe oraz pod własnym nazwiskiem. Pierwsze utwory spacesynth umieszczał na nieistniejącej już stronie laserdance.de.
W 2000 roku stworzył jednoosobowy projekt Protonic Storm i nawiązał kontakt z Humphreyem Robertsonem z (nieistniejącej od 2014 roku) szwajcarskiej wytwórni Hypersound Productions, wydającej muzykę spacesynth. Nakładem tej wytwórni w lutym 2001 roku ukazał się debiutancki album Protonic Storm Epsilon. W październiku 2002 roku ukazała się druga płyta Protonic Storm, zatytułowana Inner Travelling, również wydana nakładem Hypersoundu. Ponadto trzy utwory ukazały się na dwóch składankach z cyklu Synthesizer Dance tejże wytwórni.
W latach 2002-2007 Krzysztof Radomski skierował siły twórcze ku nurtowi ambient, czego rezultatem były dwie, wydane własnym sumptem wyłącznie w wersji digital download, płyty pod szyldem Fonolabe oraz kolejna autorska płyta Echoes, nagrana z gitarzystą Krzysztofem Skrobowskim. W pierwszej dekadzie XXI wieku Krzysztof Radomski zaledwie trzykrotnie na krótko powracał do gatunku spacesynth i marki Protonic Storm. W 2005 roku wydał dwa utwory spacesynth Moon Mongery oraz The Emergence, które zostały umieszczone na składance Alpha Centauri Megamix, wydanej przez brytyjską wytwórnię Alpha Centauri. W 2008 roku, w ramach podziękowania dla społeczności fanów zebranych wokół strony spacesynth.net, Protonic Storm opublikował utwór Above the Zenith. Zaś w 2009 wziął udział w przedsięwzięciu wytwórni Space Sound Records Synthesizer Tribute to Depeche Mode, tworząc remake utworu Rush.
We wrześniu 2012 roku Protonic Storm wydał swój trzeci album Cosmoloque, opublikowany tym razem samodzielnie jako digital download na platformie Bandcamp.

## Dyskografia
- 2001: Epsilon
- 2002: Inner Travelling
- 2012: Cosmoloque